# John O’Steen
John O’Steen (ur. 1 marca 1944 roku w) – amerykański kierowca wyścigowy.

## Kariera
O’Steen rozpoczął karierę w międzynarodowych wyścigach samochodowych w 1971 roku od startu w Amerykańskiej Formule Super Vee. Z dorobkiem dwóch punktów uplasował się tam na siedemnastej pozycji w klasyfikacji generalnej. W późniejszych latach Amerykanin pojawiał się także w stawce Watkins Glen 6 Hours, IMSA GTU Championship, IMSA Camel GTO, IMSA Camel GT Championship, FIA World Endurance Championship, IMSA Camel GTP Championship, IMSA Camel Lights, SCCA/Escort Endurance Championship, 24-godzinnego wyścigu Le Mans, Grand American Rolex Series oraz American Le Mans Series.